# Anthozela
Anthozela är ett släkte av fjärilar. Anthozela ingår i familjen vecklare.
Kladogram enligt Catalogue of Life:
| Anthozela | \| \| Anthozela anonidii \| \| \| \| \| \| Anthozela chrysoxantha \| \| \| \| |
|           | \| \| Anthozela anonidii \| \| \| \| \| \| Anthozela chrysoxantha \| \| \| \| |
|           | Anthozela anonidii                                                            |
|           |                                                                               |
|           | Anthozela chrysoxantha                                                        |
|           |                                                                               |